# Skew (elettronica)
Lo skew, in elettronica digitale, è la variazione del ritardo di ricezione di un bit tra più dispositivi, rispetto al suo istante di trasmissione.

## Definizione
Avendo più ricevitori collegati tramite la stessa linea di interconnessione, ognuno di essi riceverà il bit inviato dalla sorgente comune dopo un differente tempo di trasmissione detto {\displaystyle t_{tx}}, questo valore varierà per ogni dispositivo a causa di fattori come la resistenza e la capacità equivalente che ognuno di essi mostra ai capi del trasmettitore. Definendo {\displaystyle t_{x,min}} come tempo di trasmissione minore tra tutti i ricevitori e, dualmente, {\displaystyle t_{x,max}} come quello maggiore, lo skew sarà esattamente la misura di come tale ritardo di trasmissione possa variare.
Per definizione, infatti, lo skew sarà {\displaystyle t_{k}=t_{x,max}-t_{x,min}}.